# سیلوادی
سیلوادی (به مجاری:  Szilvágy) یک منطقهٔ مسکونی در مجارستان است که در ناحیه لنتی واقع شده‌است.